# Сеидов, Надир Мирибрагим оглы
Надир Мирибрагим оглы Сеидов (азерб. Nadir Miribrahim oğlu Seyidov; 28 апреля 1932, Нахичевань — 5 октября 2015, Баку) — советский и азербайджанский учёный, доктор химических наук (1968), профессор (1969), академик НАНА (2001). Заслуженный деятель науки Азербайджана (2009). Персональный пенсионер Президента Азербайджанской Республики (2012).

## Биография
Родился в городе Нахичевань Азербайджанской ССР. В 1955 году окончил химический факультет Азербайджанского государственного университета. В 1960 году окончил аспирантуру института Нефти академии наук Азербайджанской ССР.
Работал старшим научным сотрудником (1960), заведующим лабораторией эластомеров (1962—1978), заведующим отделом (1979—1993), заместителем директора по научной части (1993—1997) в Азербайджанском государственном НИИ олефинов.
С 1997 года — главный научный сотрудник, заведующий лабораторией в Институте нефтехимических процессов НАНА.

## Научная деятельность
Являлся специалистом в области высокомолекулярных соединений и нефтехимического синтеза.
Основные научные достижения учёного:
- Исследование по сополимеризации этилена с пропиленом в присутствии металлоорганических катализаторов.
- Разработка технологии процесса получения этилен-пропиленовых каучуков в среде жидкого процесса.
- Изучение процесса получения разнообразных марок этилен-пропиленовых, а также этилен-пропилен-диеновых каучуков на укрупнённой опытной установке. Создание промышленного процесса для получения этих продуктов
- Разработка процесса получения диеновых углеводородов (в том числе винил- и этиленденпоборных). Указанный процесс реализован в промышленности.
- Разработка новых высокоактивных катализаторов для полимеризации и олигалиризации олефинов, а также для алкилирования ароматических углеводородов олефинами.

### Избранные научные работы
- Н. М. Сеидов. Новые синтетические каучуки на основе этилена и a-олефинов. — Баку: Элм, 1981. — 189 с.

- Н. М. Сеидов, Н. Я. Ищенко, А. М. Кулиев, Н. И. Курбанова. Новые полимерные композиционные материалы на основе модифицированного полиизопрена // Пластические массы. — Закрытое акционерное общество Научно-производственное предприятие "Пластические массы", 2008. — С. 27—30. — ISSN 0544-2901.

- N. M. Seidov, A. I. Abasov, B. A. Mel’nikov, V. A. Bairamov, L. T. Kopteva. Pour-depressant properties of additives based on ethylene-propylene copolymers in domestic furnace fuel (англ.) // Chemistry and Technology of Fuels and Oils. — Springer New York Consultants Bureau, 1983. — Vol. 19. — P. 142—145. — ISSN 0009-3092.

- N. M. Seidov, R. Sh. Kuliev, A.I. Abasov, T. M. Abasova, A. M. Mustafaev, V. A. Bairamov. Production of high-v.i. oils by thermal decomposition of ethylene_propylene copolymer (англ.) // Chemistry and Technology of Fuels and Oils. — Springer New York Consultants Bureau, 1982. — Vol. 18. — P. 10—13. — ISSN 0009-3092.

- N. M. Seidov, R. S. Kuliev, A. I. Abasov. High-V.I. motor oils with polymeric additives (англ.) // Chemistry and Technology of Fuels and Oils. — Springer New York Consultants Bureau. — Vol. 30. — P. 281—283. — ISSN 0009-3092.

- N. M. Seidov, S. D. Mekhtiev, A. A. Bakhshi-Zadye, Y. G. Kambarov. The separation of a mixture of m- and p-xylenes by selective alkylation and subsequent dealkylation (англ.) // Petroleum Chemistry U.S.S.R.. — Elsevier Science Publishing Company, Inc., 1962. — Vol. 1. — P. 44—51. — ISSN 0031-6458.

- N. M. Seidov and N. I. Kurbanova. Study of properties of vulcanizates for binary mixtures of polar caoutchouck with polyisoprene (недоступная ссылка — история) (англ.) // Russian Journal of Applied Chemistry. — Springer. — Vol. 83. — P. 1305—1308.

- N. M. Seidov, A. L. Shabanov, U. A. Gasanova, Z. O. Kakhramanova and M. M. Gasanova. Metalation of toluene and cumene with alkali metal-crown ether complexes (недоступная ссылка — история) (англ.) // Russian Journal of Organic Chemistry. — Springer. — Vol. 45. — P. 26—29.

- N. M. Seidov, M. I. Rustamov, Kh. D. Ibragimov and E. G. Mamedbeili. Dimerization of α-methylstyrene in the presence of mordenite, aimed at preparation of transformer oils (недоступная ссылка — история) (англ.) // Russian Journal of Applied Chemistry. — Springer. — Vol. 82. — P. 317—322.